# Château de Puissalicon
 (mars 2012).
Le château de Puissalicon a été construit au XIe siècle à côté de l’église du village de Puissalicon dans le département de l'Hérault.

## Description
Deux imposantes tours surplombent le donjon qui est aujourd'hui en ruines.
Une page descriptive de ce château privé est présente sur un site parlant du village de Puissalicon.
Le château est privé, mais peut se visiter en partie lors des journées du patrimoine en septembre.